# مارتين مادن
مارتين مادن (بالإنجليزية: Martyn Madden)‏ هو لاعب اتحاد الرغبي بريطاني، ولد في 4 ديسمبر 1973 في كارديف في المملكة المتحدة.